# Sierra Martés
La Sierra Martés es una formación montañosa situada entre las comarcas de La Plana de Utiel Requena y La Hoya de Buñol, Valencia, al este de España.
Es una de las últimas formaciones ibéricas de las que solo queda la plataforma calcaría del Caroig, separado por los viaductos del Júcar. Limita al sur con la Muela de Albeitar y Venta Gaeta al este y se extiende a lo largo hasta la Sierra del Ave, Dos Aguas y Caballón. Por el lado norte se encuentra el embalse de Forata y por el oeste, la sierra va perdiendo altura hasta llegar al altiplano de Requena donde el relieve es más llano a diferencia de la parte de Forata que es más abrupta.
Martés está protegida por Espacios de Interés Comunitarios (LIC) de la Consejería de Medio Ambiente de la Generalidad Valenciana y cuenta con diversas microreservas de flora.
El punto más alto de la sierra es de 1085 m s. n. m.